# Glazba za kraljevski vatromet
Glazba za kraljevski vatromet (HWV 351) orkestralna je suita Georga Friedricha Händela koju je skladao na zahtjev Đure I., kralja Velike Britanije i Irske povodom proslave završetka Rata za austrijsku baštinu i potpisivanja Aachenskog mira.

## Praizvedba
Praizvedba je održana 27. travnja 1749. u londonskom »Green Parku«.
Glazbenici su bili smješteni u Zgradi kraljevskog vatrometa, drvenoj građevini izgrađenoj posebno za tu priliku. Kako je kralj Đuro proglasio djelo »uvertirom za vojne instrumente«, u izvođenju djela nije sudjelovao niti jedno gudačko glazbalo, jer ih kralj nije želio. Tako je simfonijski orkestar činilo 112 glazbenika: 16 oboista, 15 fagotista, 20 rogista, 40 trubača, jedan kontrafagotist, osam svirača timpana i 12 bubnjara.
Tijekom izvedbe došlo je do nezgode s pirotehnikom što je uzrokovalo veliki požar, u kojemu je drvena pozornica potpuno izgorjela, a požar je zahvatio i dijelove susjednog »Hide Parka« zbog čega je poginulo troje ljudi. Zanimljivo i da je na javnoj generalnoj probi (pretpremijeri) šest dana prije, održanoj u Voksholskim vrtovima (Vauxhall Gardens) južno od Temze, također došlo do nesreće. Tada se naime dogodila prva zabilježena prometna gužva u Londonu, jer je više od 12 000 građana krenulo čuti Händelovu suitu. Gužva je bila tolika da se srušio dio Londonskog mosta, što je izazvalo paniku, kaos i doveo do ljudskih žrtava.

## Sastav
Glazba za kraljevski vatromet sastoji se od pet stavaka:
1. Overture (uvertira): Adagio, Allegro, Lentement, Allegro
2. Bourrée
3. La Paix: Largo alla siciliana
4. La Réjouissance: Allegro
5. Menuet I i II

Najpoznatiji i najizvođeniji dijelovi suite su uvertira i četvrti stavak La Réjouissance.
Najčešće se izvodi u orkestru sa sljedećim sastavom: tri oboe, dva fagota, jedan kontrafagot, tri roga, tri trube, timpani, gudači i čembalo.